# Rivière Koroc
La rivière Koroc est un cours d'eau affluent du littoral est de la baie d'Ungava. La rivière Koroc coule vers l'ouest, puis le nord-ouest, dans le territoire non organisé de la Rivière-Koksoak, situé dans la région administrative du Nord-du-Québec, au Québec, au Canada.

## Toponymie
Les Inuits donnent le nom de « Kuurujjuaq » ou « Kuururjuaq » à cette rivière qui a déjà porté les noms de rivière Koraksoak, rivière Long et ruisseau (ou rivière) Koroksuakh. La chute Korluktok fait partie de la rivière. 
Son nom a été officialisé le 5 décembre 1968 à la Commission de toponymie du Québec

## Géographie
Les bassins versants voisins de la rivière Koroc sont :
- côté nord : rivière André-Grenier, rivière Alluviaq ;
- côté est : rivière Nakvak-Brook au Labrador ;
- côté sud : rivière George, rivière Ford ;
- côté ouest : baie d'Ungava.

La rivière Koroc draine un bassin hydrographique de 4 040 km2. Cette rivière prend sa source sur les pentes du mont d'Iberville à la limite de la frontière entre le Québec et le Labrador. La rivière traverse une vallée encaissée avant de se jeter sur le littoral est de la baie d'Ungava, à 18 km au nord du village nordique Kangiqsualujjuaq.

## Attraits
Le parc national Kuururjuaq qui est l'un des 24 parcs nationaux du Québec, a pour mission de protéger la vallée de la rivière Koroc ainsi qu'une partie des monts Torngat. Le mont D'Iberville, la plus haute montagne du Québec, est situé dans ce parc.